# 萧山高教园
萧山高教园是杭州市的一个高教园，位于萧山区北部的宁围街道，2007年建立。入驻有浙江师范大学萧山校区（2014年7月1日揭牌成立）、浙江旅游职业技术学院、浙江建设职业技术学院、浙江体育职业技术学院、浙江同济科技职业学院共计五所高校。

## 交通
距萧山国际机场18公里；距钱江世纪城约7公里；距下沙约10公里，驱车经九堡大桥至下沙20分钟左右；距钱江新城15公里，驱车经彭埠大桥至钱江新城20分钟左右。